# Eremoleon nigribasis
Eremoleon nigribasis is een insect uit de familie van de mierenleeuwen (Myrmeleontidae), die tot de orde netvleugeligen (Neuroptera) behoort. 
Eremoleon nigribasis is voor het eerst wetenschappelijk beschreven door Banks in 1920.